# Paratrechina dispar
Paratrechina dispar är en myrart som först beskrevs av Auguste-Henri Forel 1909.  Paratrechina dispar ingår i släktet Paratrechina och familjen myror. Inga underarter finns listade i Catalogue of Life.